# Max Pollwein

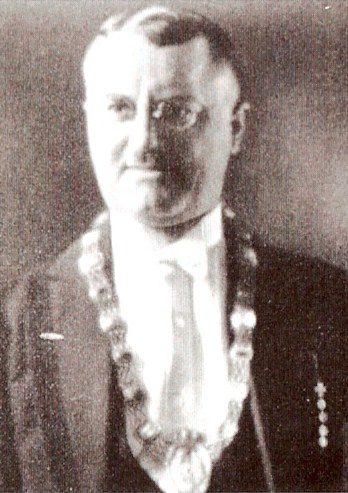
Max J. Pollwein, um 1920

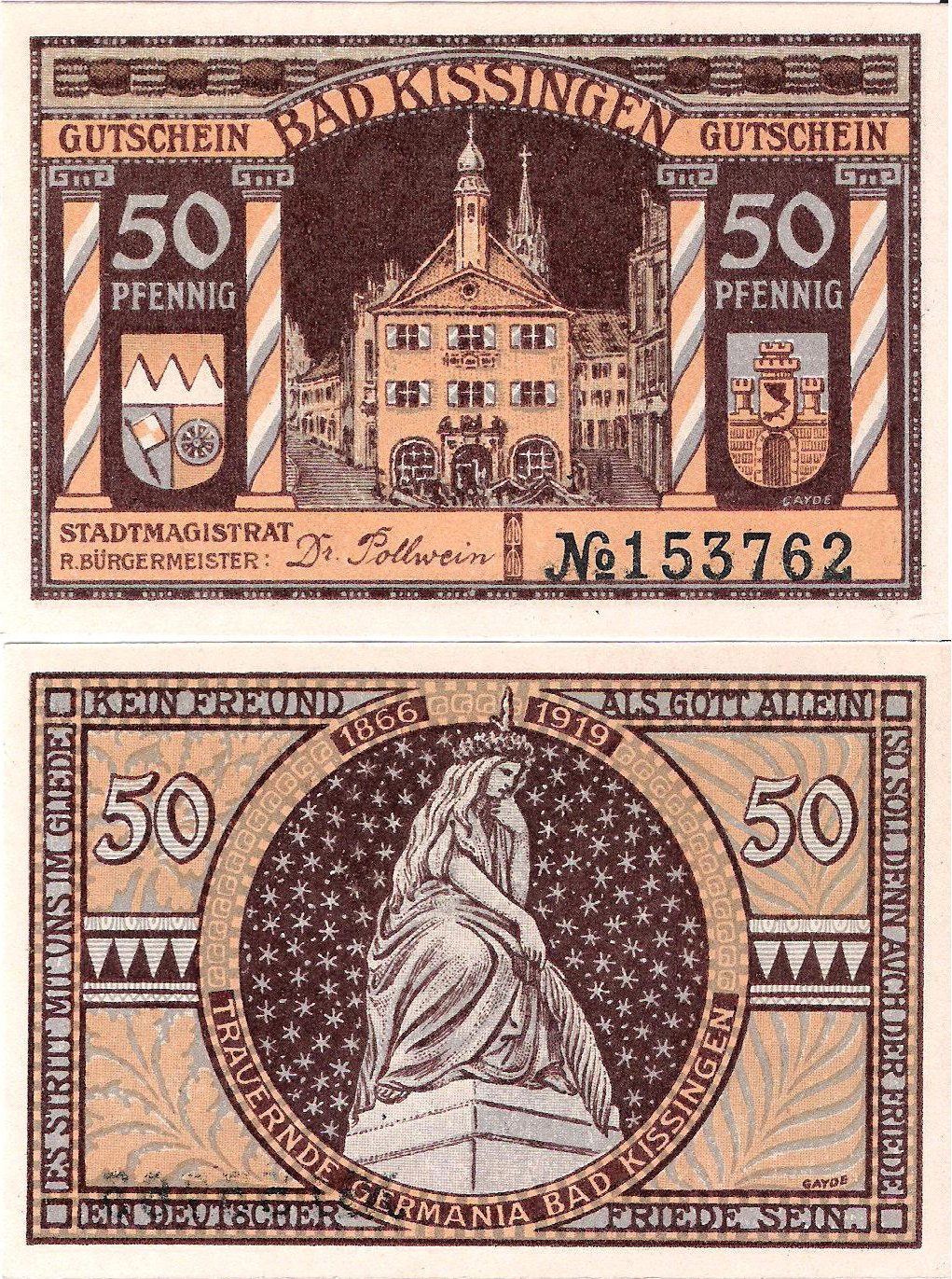
50 Pfennig Notgeldschein mit der Unterschrift Pollweins, Bad Kissingen 1919

Max Joseph Pollwein (* 9. Mai 1885 in Schmidmühlen, Oberpfalz; † 9. April 1944 in München) war der erste Oberbürgermeister der Stadt Bad Kissingen.

## Leben
Nach dem Besuch des humanistischen Gymnasiums (heute Erasmus-Gymnasium) in Amberg studierte er Rechtswissenschaften an der Universität München und promovierte zum Dr. jur. am 19. Juni 1911. Seine Dissertation trug den Titel „Die Duldungsklage unter besonderer Berücksichtigung des § 739 der Zivilprozessordnung“ (Verlag Riesbeck, München 1911). Zwei Jahre später (1913) schloss er sein Referendariat für den höheren Justiz- und Verwaltungsdienst ab.
Im Jahr 1914 wurde Pollwein zum rechtskundigen Magistratsrat der Stadt Amberg gewählt. Am 28. Januar 1919 bestimmte ihn das Gemeindebevollmächtigten-Collegium von Bad Kissingen zum rechtskundigen Ersten Bürgermeister der Stadt. Im März 1919 zog Pollwein in die Kurstadt.
Am 27. Juli 1919 durften die Bürger Bad Kissingens zum ersten Mal ihren Bürgermeister in allgemeiner und geheimer Wahl direkt wählen. Von 3.453 Wahlberechtigten gaben allerdings nur 965 ihre Stimme ab, davon stimmten 964 für den amtierenden Bürgermeister Pollwein.
Zu seinen besonderen Leistungen zum Ausbau der Stadt Bad Kissingen gehörte sein Auftrag zum Bau des neuen Schlachthofes.
Am 22. Dezember 1927 verlieh das Staatsministerium des Innern an Pollwein den Titel des Oberbürgermeisters, wie auch in den anderen kreisunmittelbaren Städten Bamberg, Schwandorf, Frankenthal, Selb, Neuburg an der Donau und Neu-Ulm die Ersten Bürgermeister jetzt erstmals zu Oberbürgermeistern ernannt wurden.
Zum 1. Mai 1933 trat Pollwein der NSDAP bei (Mitgliedsnummer 3.130.728). Am 9. November 1933 wurde er von Innenminister Adolf Wagner mit anderen Ersten Bürgermeistern und Oberbürgermeistern auf dem Münchener Königsplatz auf Adolf Hitler vereidigt.
Nach über 20-jähriger Dienstzeit wurde Pollwein in der Sitzung am 9. März 1939 in den Ruhestand verabschiedet und schied am 30. Juni aus dem Dienst aus. Lokale oder regionale Parteigrößen der NSDAP waren dabei allerdings nicht anwesend. Offizieller Grund für sein Ausscheiden war das Ergebnis der amtsärztlichen Untersuchung, in dem ihm Diabetes bescheinigt wurde. Sein Amtsnachfolger wurde Adalbert Wolpert. Im November des Jahres 1939 zog Pollwein nach München, wo er knapp fünf Jahre später (1944) starb.

## Ehrungen
In Bad Kissingen wurde die Pollweinstraße nach ihm benannt, die es noch heute gibt.